# 富格尔宫

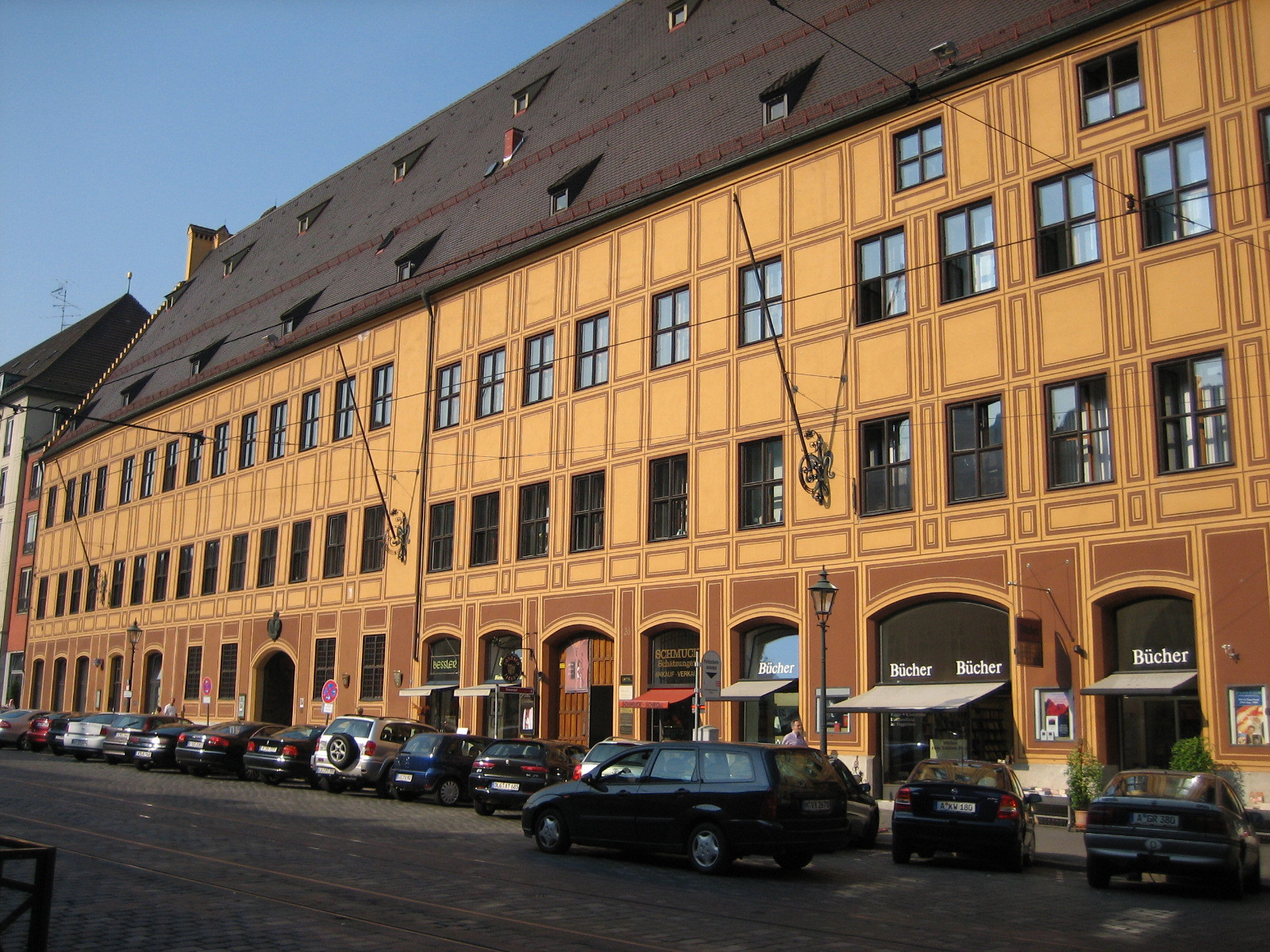
富格尔宫

富格尔宫（Fuggerhäuser）是德国南部奥格斯堡的马克西米利安街（Maximilianstraße）上的一组住宅建筑群，为富商富格尔家族所建。它现在归富格尔家族的富格尔-巴本豪森分支所有，该分支居住在奥格斯堡的韦伦堡城堡和巴本豪森。

## 建筑
从 1512 到 1515年，雅各布·富格尔在葡萄酒市场附近的克劳迪亚古道（Via Claudia，现在的马克西米利安街）上建造了两栋连体房屋，其中一栋是住宅，另一栋是仓库。他自己设计的，是根据他在意大利旅行时的记录。这座世俗建筑是阿尔卑斯山以北建造的第一座文艺复兴风格建筑。从1517年起，他又买下邻近的其他房屋，并把它们并入建筑群。

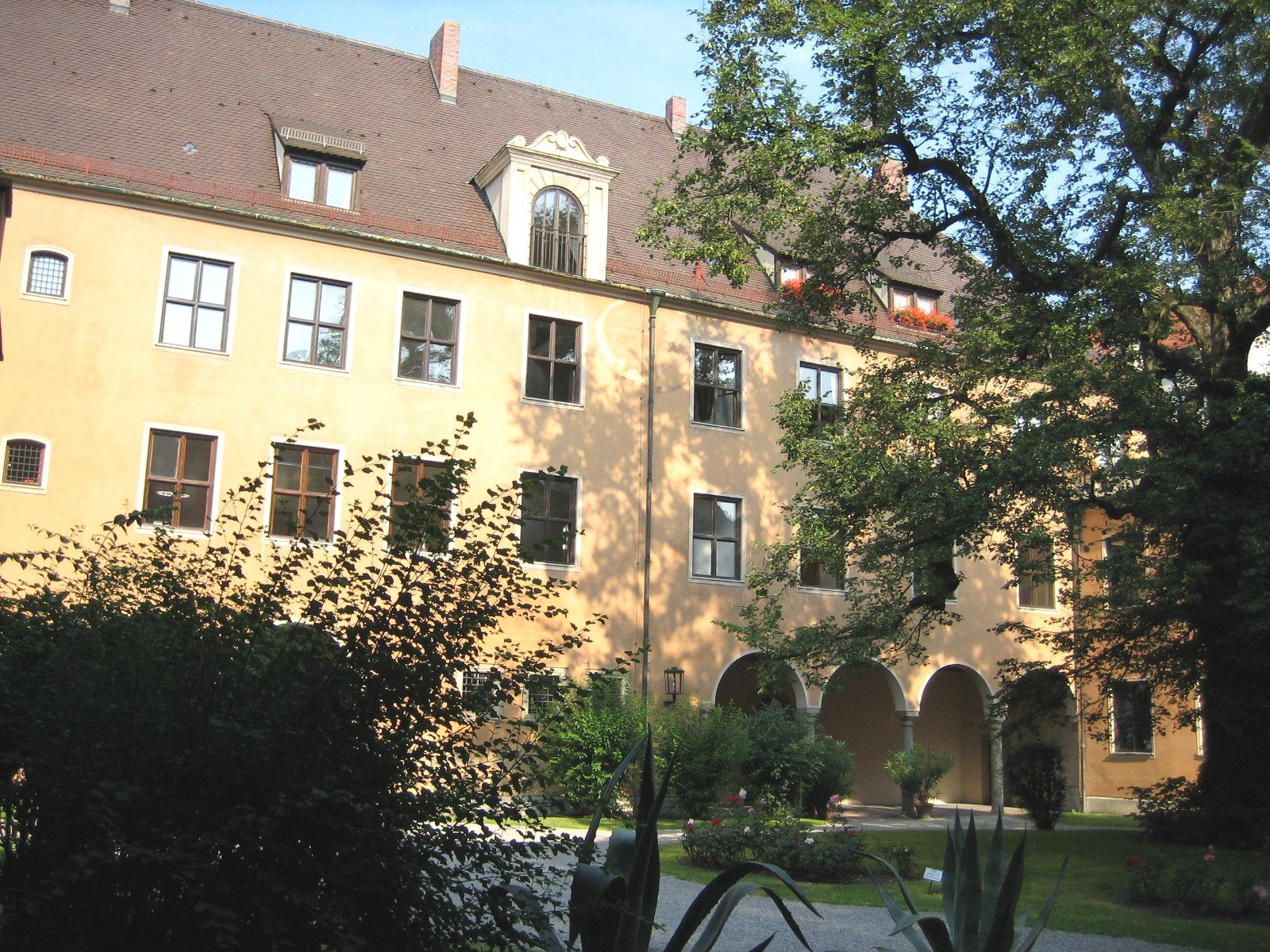
骑手庭院

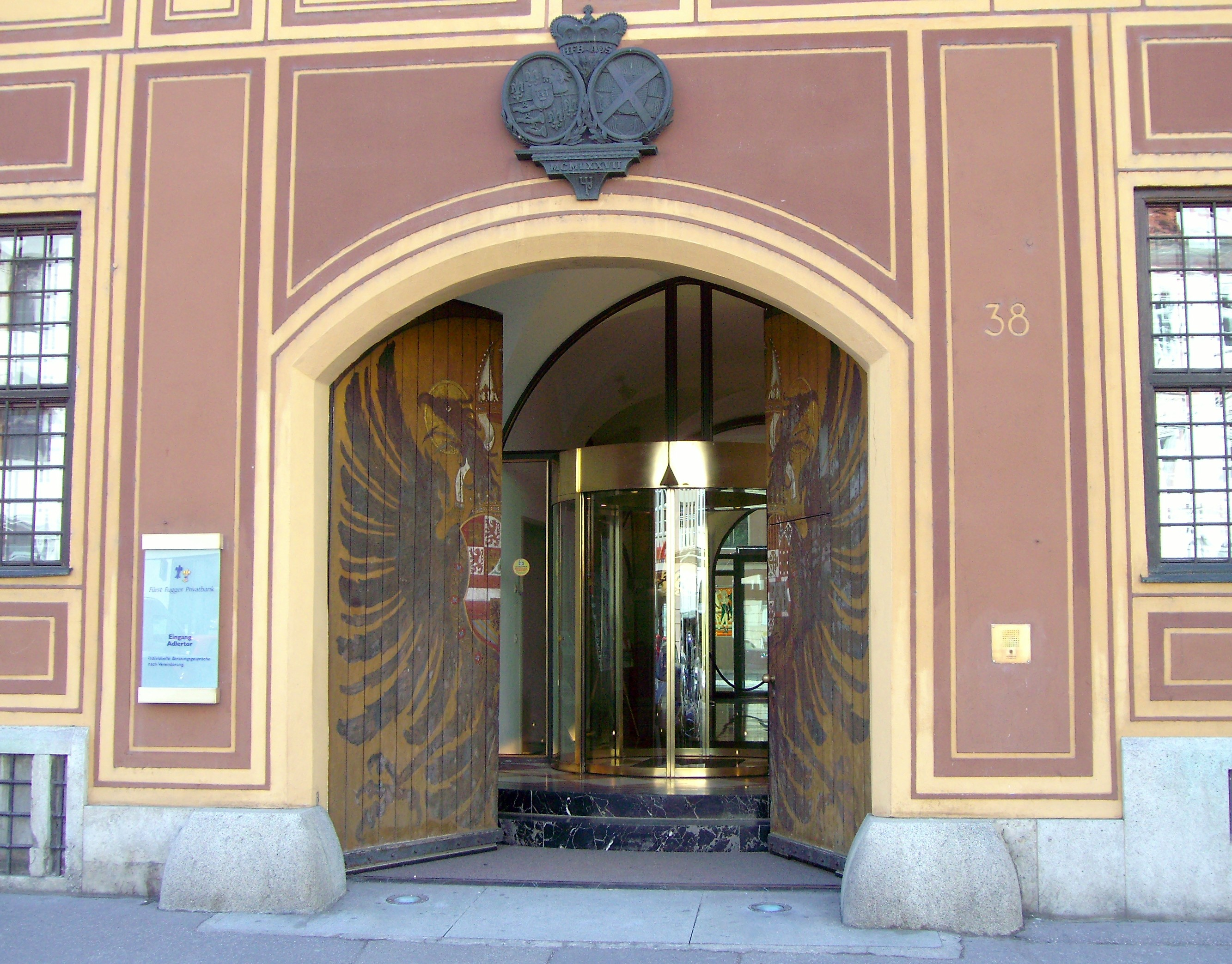
鹰门, 现在富格尔银行的入口

富格尔宫的外立面是马克西米利安街上最长的立面之一，展示了富格尔家族的财富，因为当时是根据房屋立面的长度，来缴纳税款。在建筑群的内部，有雅各布开辟的四个庭院，有拱廊、马赛克、托斯卡纳大理石和水盆。女士庭院（Damenhof）采用托斯卡纳柱来支撑拱廊和彩绘拱门，作为家族女性成员的内部花园。女仆庭院（Zofenhof）在女士庭院的后面，而第三和第四个庭院，塞雷纳登庭院（Serenadenhof）和骑手庭院（Reiterhof）彼此紧靠，在建筑的后面。较大的马队可以通过高大宽阔的鹰门（Adlertor）进入建筑群，然后通过另一个门进入骑手庭院。

## 现状

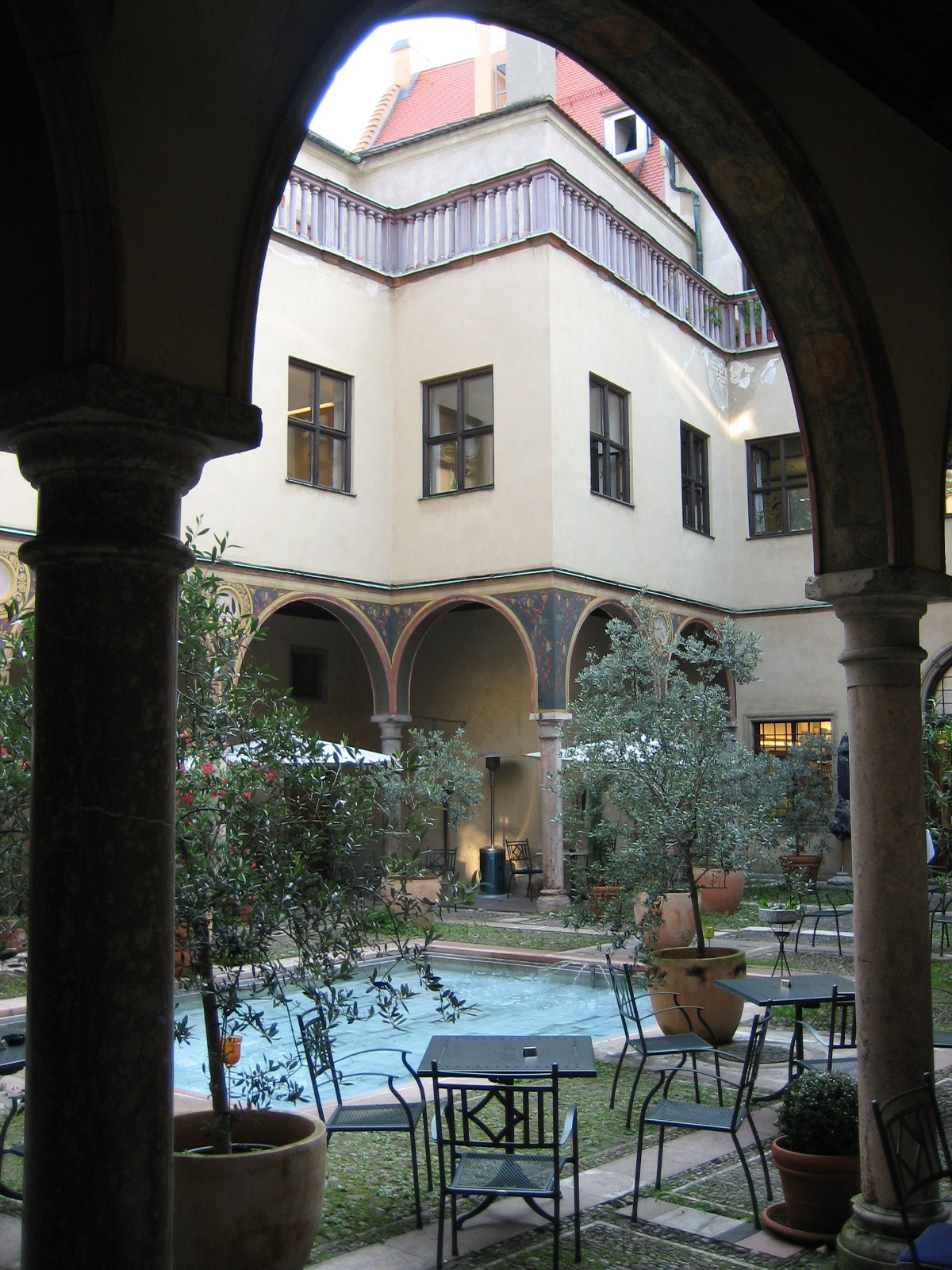
女士庭院

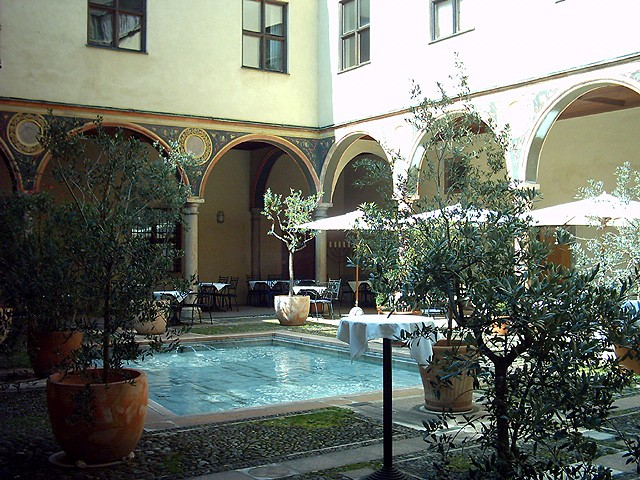
女士庭院

该建筑群在第二次世界大战中被摧毁后，于1951年由卡尔·弗斯特·富格-巴本豪森重建。前立面曾经有汉斯·伯格克迈尔的湿壁画，在第二次世界大战中被毁，取而代之的是新的壁画。铭牌令人回忆起富格尔商业帝国和1518年的事件，当时马丁·路德在富格尔宫被托马索·卡耶坦审问。立面中间是鹰门，这表明富格尔宫是一座帝国住宅 - 这扇门现在通向富格尔银行（Fürst Fugger Privatbank）的总部。 
该建筑不向公众开放，除了三个内部庭院和鹰门底楼的一个大厅，其中设有书店（马克西米利安街37号），游客进店可以看到女士庭院。在女士庭院和塞雷纳登庭院北侧，白色窗户后面，曾是查理五世 (神圣罗马帝国)的住处。在Zeugplatz广场富格尔宫的后立面，有富格尔家族的纹章。富格尔音乐厅可能位于此区域 - 沃尔夫冈·阿马德乌斯·莫扎特于1777年在这个音乐厅演奏了一场音乐会。